# Germanowy tranzystor stopowy

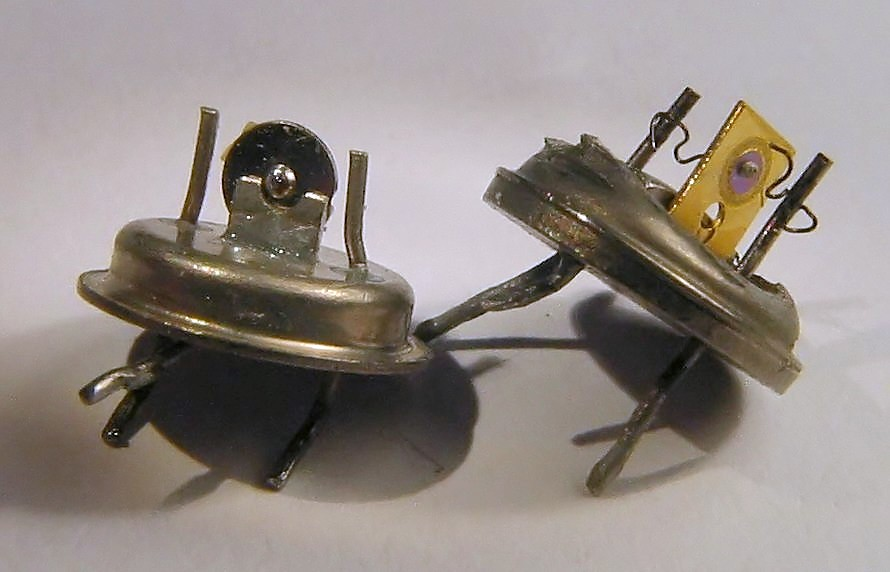
Tranzystor z 1965 r.

Germanowy tranzystor stopowy to tranzystor stopowy wykonany z cienkiej płytki słabo domieszkowanego germanu będącego bazą z wtopionymi w temperaturze około 550 °C po przeciwnych stronach kulkami metalu. Wtopienie metalu zmienia typ półprzewodnika na przeciwny, tworząc obszary emitera i kolektora.

## Typy
Tranzystor typu p-n-p powstawał przez wtopienie kulek z indu z domieszką galu w płytkę półprzewodnika typu n.
Tranzystor typu n-p-n powstawał przez wtopienie kulek z ołowiu z domieszką antymonu w płytkę półprzewodnika typu p.

## Parametry
- Moc: od kilkudziesięciu mW do kilkudziesięciu W
- częstotliwość graniczna:
  - kilkanaście Mhz - tranzystory małej mocy
  - kilka Mhz - tranzystory dużej mocy.